# Hiệp ước Bruxelles
Hiệp ước Bruxelles là một hiệp ước quốc tế được ký kết ngày 17 tháng 3 năm 1948 giữa Bỉ, Pháp, Luxembourg, Hà Lan và Vương quốc Liên hiệp Anh, là phần mở rộng cam kết quốc phòng của Hiệp ước Dunkirk vốn được ký kết năm trước giữa Anh và Pháp. Do Hiệp ước Bruxelles chứa một điều khoản phòng thủ chung, nó cung cấp một cơ sở mà Hội nghị Paris 1954 thiết lập Liên minh Tây Âu. Hiệp ước được các bên chấm dứt hiệu lực vào ngày 31 tháng 3 năm 2010.

## Bối cảnh
Hiệp ước này được dự định để cung cấp cho Tây Âu với một vũ khí chống lại các mối đe dọa Chủ nghĩa Cộng sản và mang lại an ninh tập thể lớn hơn. Hiệp ước có điều khoản văn hóa và xã hội, và các khái niệm cho việc thành lập một 'Hội đồng tham vấn'. Cơ sở cho điều này là một sự hợp tác giữa các quốc gia phương Tây sẽ giúp ngăn chặn sự lây lan của chủ nghĩa cộng sản.